# Chiesa di San Teodoro (Genova)
La chiesa di San Teodoro è un edificio religioso italiano di Genova, situato nell'omonimo quartiere che da essa prese il nome. La struttura originale era una delle più antiche di Genova: l'originaria chiesa romanica, di cui si avevano notizie dal X secolo, venne demolita per ragioni urbanistiche nel 1870, e una nuova fu riedificata poco distante. La comunità parrocchiale fa parte del vicariato San Teodoro-Oregina dell'arcidiocesi di Genova.

## Storia

### La chiesa vecchia
Le prime notizie della chiesa intitolata a San Teodoro e San Salvatore risalgono al X secolo. La chiesa sorgeva fuori dalle mura cittadine, su una scogliera a picco sul mare nella zona di Fassolo, dov'è ora via B. Buozzi. Nel 1097 fu affidata dal vescovo di Genova Airaldo Guaracco ai canonici mortariensi, congregazione a cui egli stesso apparteneva.
I mortariensi riedificarono la chiesa in chiesa in forme romaniche e lo stesso vescovo la consacrò il 20 luglio 1100. Sempre nel XII secolo fu eretta in parrocchia.

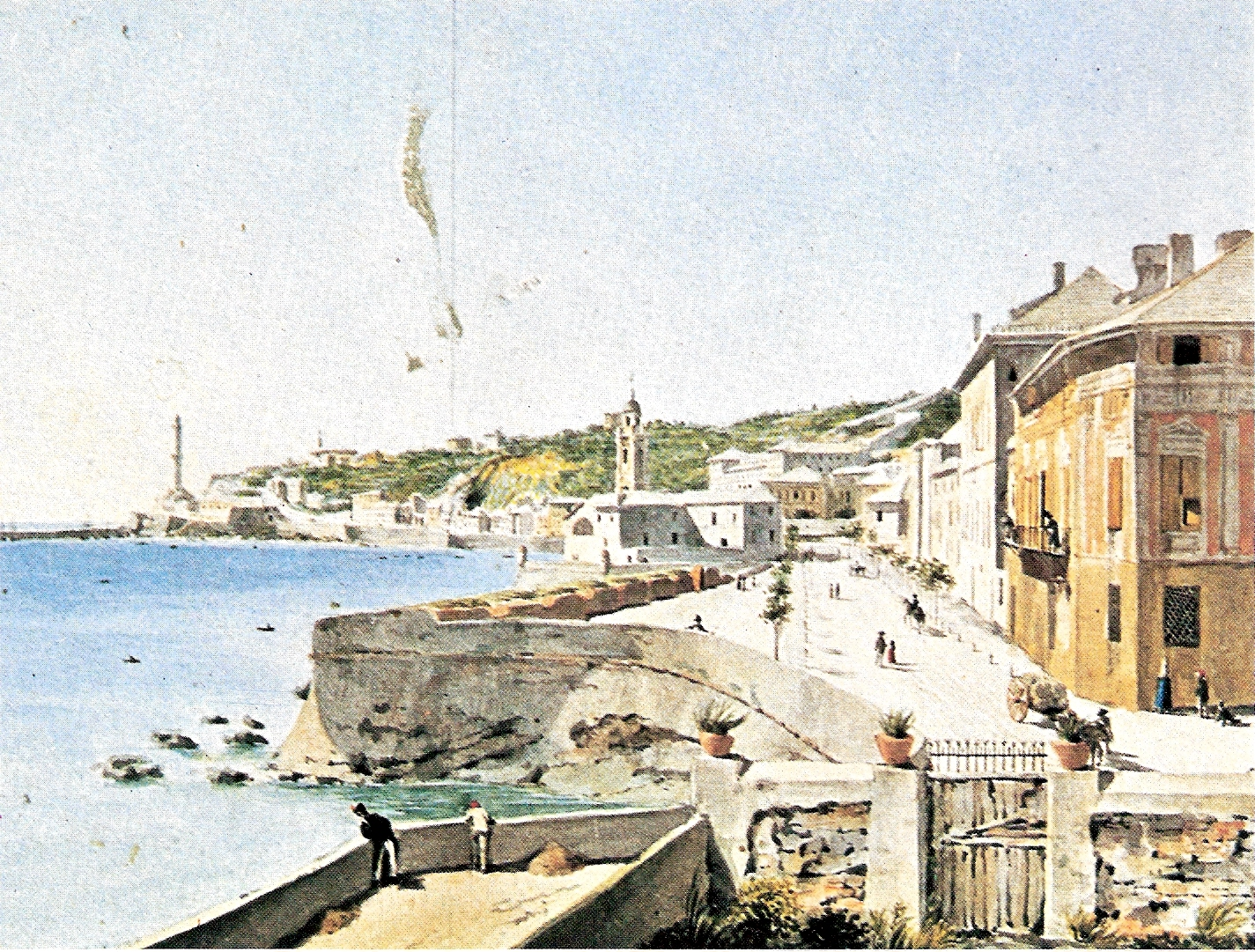
Luigi Garibbo, la zona di Fassolo, con al centro la chiesa di San Teodoro, intorno alla metà dell'Ottocento

La chiesa aveva tre navate e vi era affiancato il monastero dei canonici. Alcune famiglie patrizie finanziarono la realizzazione delle cappelle e delle decorazioni interne. Tra queste si distinsero in particolare i Lomellini che nel 1303 fecero costruire nella chiesa una cappella dedicata a San Sebastiano e all'inizio del XVI secolo commissionarono a Filippino Lippi una pala raffigurante il martirio del santo. Nel 1449 i mortariensi vennero integrati dal papa Niccolò V nella congregazione lateranense, che prese formalmente possesso della chiesa il 5 luglio 1458. Nel 1481 papa Sisto IV, la elevò al rango di abbazia.
La chiesa, per la sua posizione prossima al mare era particolarmente vulnerabile alle violenza dei marosi, come avvenne nel 1596 quando fu gravemente danneggiata da una mareggiata. Nel 1630 l'edificio venne inglobato all'interno della nuova cinta muraria, restando parzialmente coperto dalla stessa e perdendo il contatto diretto con il mare.
Per le leggi di soppressione napoleoniche nel 1797 i lateranensi dovettero abbandonare la chiesa e poterono farvi ritorno solo nel 1825; nel periodo della dominazione napoleonica il governo francese fece trasferire in Francia molte opere d'arte, tra cui il citato "Martirio di San Sebastiano" di Filippino Lippi restituito solo anni dopo alla città di Genova e attualmente conservato nella galleria di Palazzo Bianco.
La pianificazione urbanistica della prima metà del XIX secolo e la successiva espansione a ponente del porto, nella seconda metà del secolo, decretarono la fine dell'antica chiesa.
Nel 1820, per l'ampliamento della strada di Fassolo (attuale via Bruno Buozzi) furono demoliti l'adiacente Oratorio di Nostra Signora del Rosario e il convento annesso alla chiesa con il suo chiostro. Con la nuova sistemazione urbanistica la chiesa venne a trovarsi a un livello inferiore rispetto alla nuova strada per Sampierdarena, rendendo necessaria la creazione di una discesa per accedervi.
In quegli stessi anni, nel giorno di Natale del 1821 un'altra violenta mareggiata aveva minato la stabilità dell'antico edificio, la cui sorte era comunque ormai segnata, poiché la zona dove sorgeva era destinata all'espansione a ponente del porto.
Per consentire la costruzione dei nuovi "Magazzini Generali" del porto la chiesa venne demolita il 4 ottobre 1870 mediante cariche di polvere pirica, alla presenza di una folla numerosa. Insieme alla chiesa venne demolito quanto restava dell'antistante cinta muraria seicentesca, dando avvio alla costruzione delle nuove infrastrutture portuali.

### La chiesa attuale
La nuova chiesa, in stile neogotico, fu costruita tra il 1871 e il 1876 all'inizio di via Venezia, a poche centinaia di metri dal sito della chiesa precedente, su progetto dell'architetto palermitano Vittore Garofalo e consacrata nel mese di novembre del 1876 dal vescovo di Piacenza Giovanni Battista Scalabrini.
Durante la seconda guerra mondiale la chiesa subì danni non gravi per i bombardamenti aerei dell'ottobre 1940 e del 2 agosto 1944, prontamente riparati nell'immediato dopoguerra. Tra il 1953 e il 1957 le finestre della chiesa furono abbellite dalle vetrate dipinte di Amalia Panigati. Nel 1960 venne costruita una nuova sagrestia, mentre nel 1963 fu completato il rivestimento esterno in travertino della facciata, realizzato su progetto di Angelo Sibilla. Importanti lavori di ristrutturazione sono stati eseguiti tra il 2013 e il 2015.
Ad agosto del 2013 ai canonici lateranensi, che avevano officiato la chiesa per oltre cinque secoli, sono subentrati i religiosi dell'Istituto del Verbo Incarnato.

## Descrizione

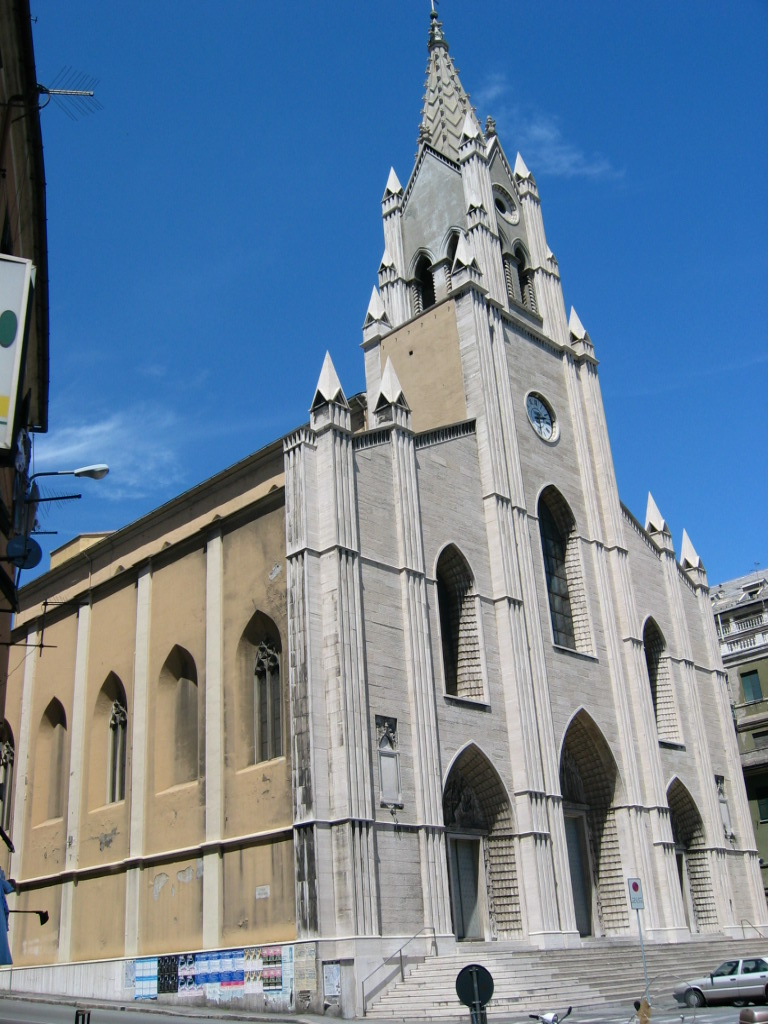
La facciata della chiesa

La chiesa sorge all'inizio di via Venezia, con l'ingresso principale aperto sulla porzione di piazza Dinegro posta a monte della linea ferroviaria e che nel 2014 è stata intitolata a don Bruno Venturelli, che ha retto la parrocchia dal 1945 al 1991.

### Esterno
La chiesa è l'unica a Genova in puro stile neogotico. La facciata tripartita è rivestita con lastre di travertino ed è caratterizzata da un alto campanile a guglia piramidale posto al centro e tre portali d'ingresso in corrispondenza delle navate, sormontati ciascuno da un'alta monofora. Il tetto, a due falde, ha la struttura portante in legno e la copertura in lastre di ardesia.

### Interno

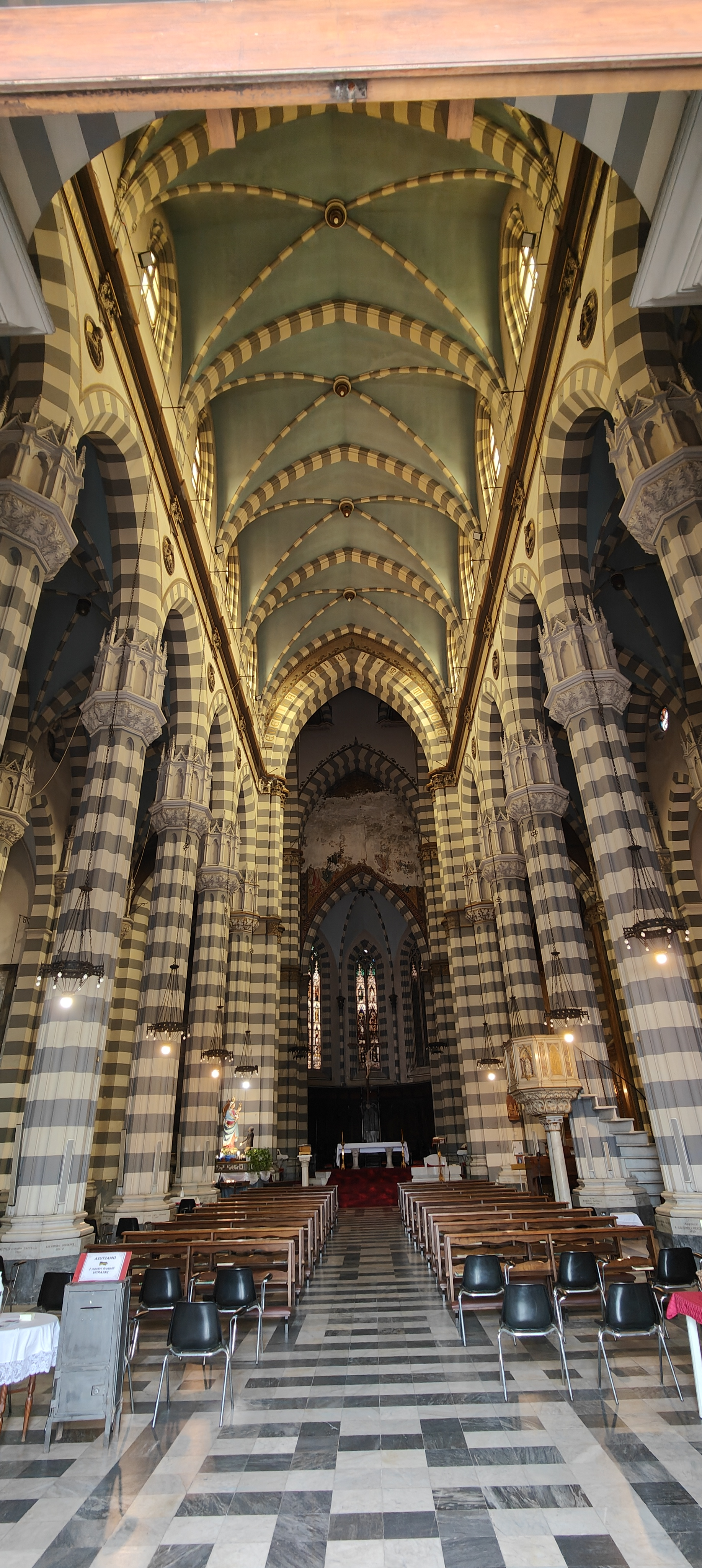
L'interno e sullo sfondo l'altare

La chiesa ha tre navate, separate da otto pilastri ottagonali a costoloni che sorreggono arcate a sesto acuto a bande bianche e nere, con tredici altari, presbiterio e abside poligonale.

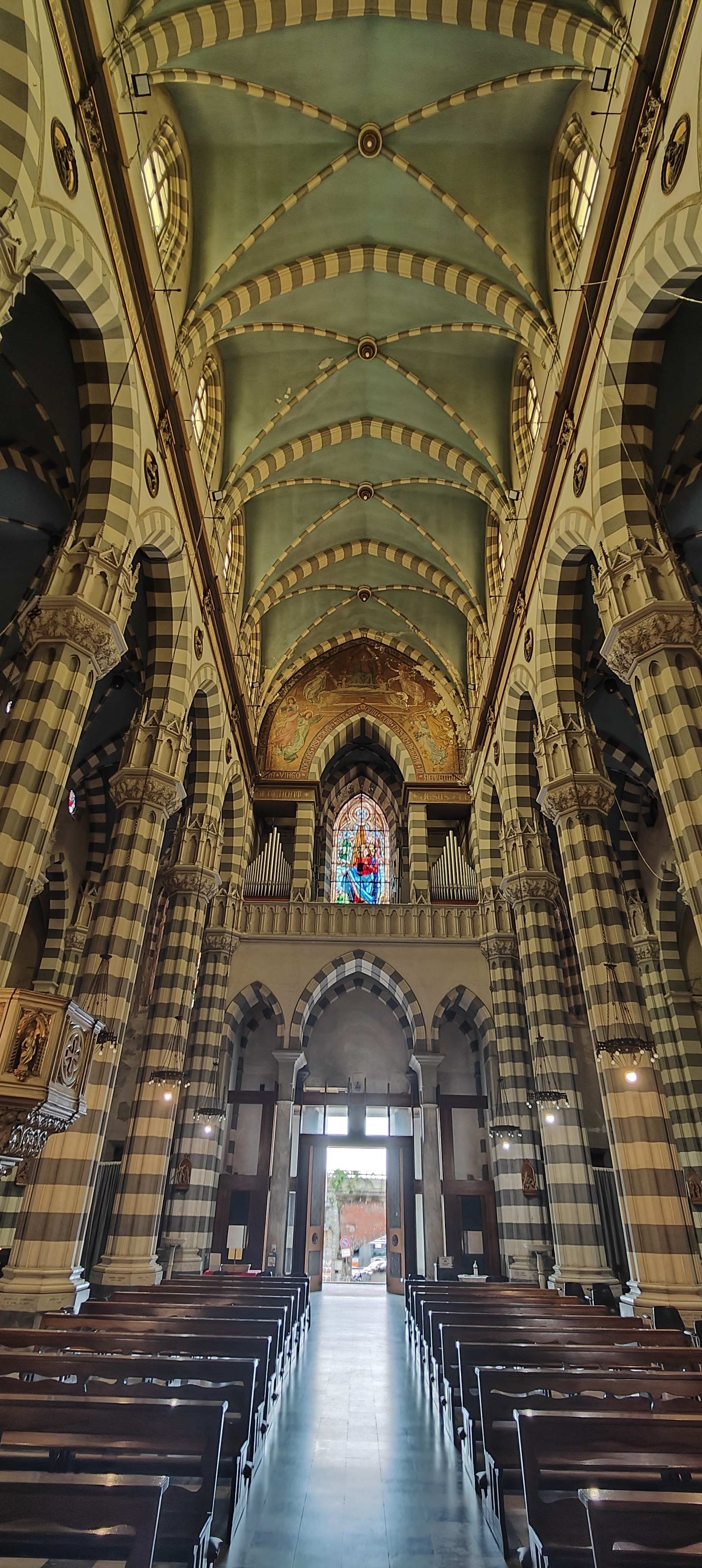
Vista dall'altare

Vi sono conservate numerose opere d'arte trasferite dalla vecchia chiesa, tra cui due tombe cinquecentesche dei Lomellini, di Antonio Della Porta e Pace Gaggini, e una pala di Luca Baudo raffigurante S. Agostino con S. Monica e S. Ambrogio. Sull'altare maggiore è collocato un gruppo ligneo della bottega del Maragliano raffigurante la Vergine circondata da Angeli,  proveniente dalla scomparsa chiesa di Santa Maria della Pace.

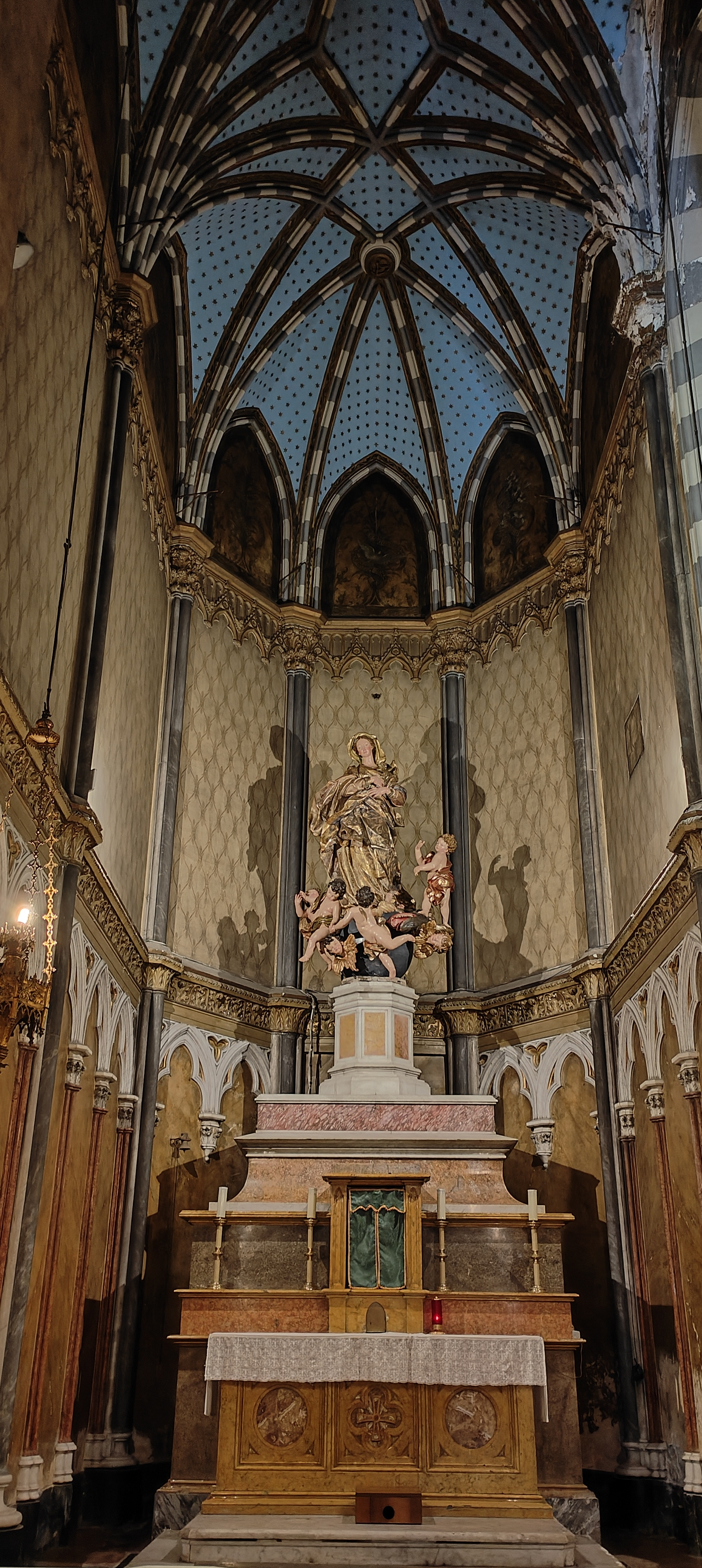
Bottega del Maragliano: Vergine circondata da Angeli